# Gebr. Laumans Ziegelwerke

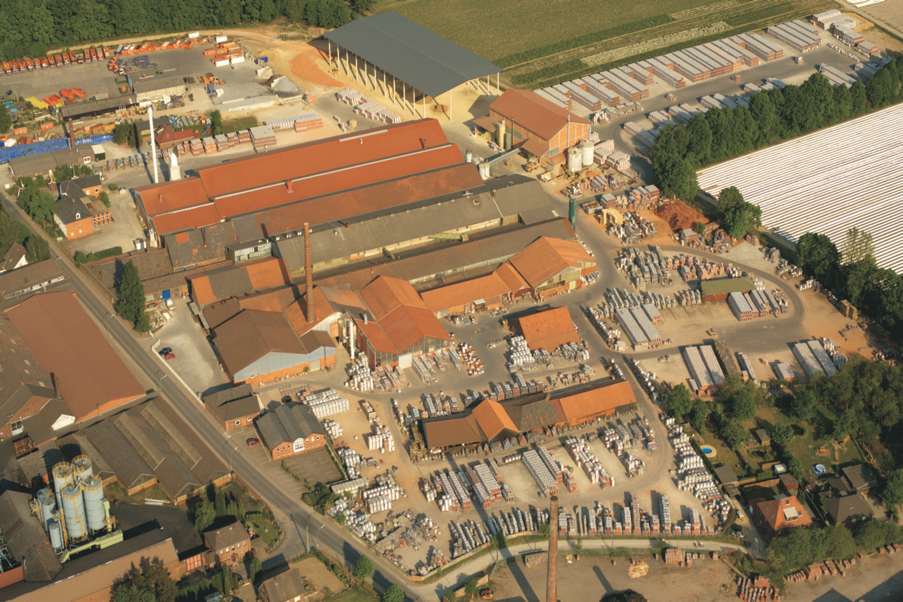
De fabriek in 2017

Gebr. Laumans Ziegelwerke is een dakpannenfabriek in het Duitse Bracht, dat sinds 1970 deel uitmaakt van de gemeente Brüggen.

## Geschiedenis
Stephan Laumans, een kleinzoon van Jacob Laumans, die in 1835 in Tegelen dakpannenfabriek Gebr. Laumans begon, bouwde in 1896 met 36.000 Goldmark van zijn vader Quirinus een stoomdakpannenfabriek aan de Stiegstrasse in Bracht. Na de dood van Quirinus Laumans in 1900 kreeg zijn zoon Caspar de leiding over de fabrieken in Tegelen en Kaldenkerken, Stephan kreeg de leiding over de fabriek in Bracht.
In 1901 werd smalspoor aangelegd naar het treinstation Kaldenkerken en in 1911 bouwde de fabriek een ringoven. Datzelfde jaar werd de fabriek aangesloten op het Duitse hoofdspoornet.
In 1926 werd dakpannenfabriek Baehren in Brüggen aangekocht en in 1927 werd het bedrijf opgedeeld: Stephanus kreeg de fabrieken in Bracht en Brüggen en Caspar de fabrieken in Tegelen en Kaldenkerken. In 1930 brandde de nabijgelegen Brachter Tonwerke-kleiwarenfabriek af. Laumans kocht daarop dit perceel en voegde het bij zijn fabriek. In 1936 brandde de fabriek in Brüggen af, maar deze kon een half jaar later alweer in gebruik genomen worden.
In de Tweede Wereldoorlog werd de fabriek in Bracht gebombardeerd. De oorlogsschade werd na de oorlog hersteld en in de herfst van 1945 ging de fabriek weer in productie.
In de jaren vijftig werden tunnelovens gebouwd. Sinds 1969 werden behalve dakpannen ook geperforeerde bakstenen van het merk Poroton gemaakt. In 1972 werd de fabriek getroffen door een grote brand; de fabriek werd herbouwd met moderne nieuwe machines, die zorgden voor een verhoogde productie en kwaliteit. In 2004 nam de Scandinavische Piper Group een aandeel in Laumans. In 2008 explodeerde een oven in de fabriek in Brüggen en werd besloten alleen nog in Bracht te produceren. De fabriek in Brüggen werd in 2017 afgebroken om plaats te maken voor een woonwijk. Sinds 2024 worden de door Laumans geproduceerde bouwmaterialen verkocht onder de naam Randers Tegl Laumans GmbH.